# Jobb- och utvecklingsgarantin
Jobb- och utvecklingsgarantin (JOB) är en arbetsmarknadsåtgärd som regeringen Reinfeldt införde efter regeringsövertagandet 2006, men som trädde i kraft först juli 2007. Det ersatte den tidigare arbetsmarknadspolitiska åtgärden Aktivitetsgarantin.  Den arbetslöse har möjlighet att inträda i JOB när dennes 300 ersättningsdagar i arbetslöshetsförsäkringen är slut eller kan få delta om denne har varit inskriven som arbetslös på Arbetsförmedlingen under 14 månader. Deltar man i Jobb- och utvecklingsgarantin har man ersättning i form av aktivitetsstöd, men de som innan de gick in i JOB inte haft någon a-kassa kan bara få aktivitetsstöd under 450 ersättningsdagar totalt. 

## Tre faser
JOB är indelad i tre faser.
- Fas 1: Pågår i de första 150 ersättningsdagarna där man får hjälp av en coach att skriva CV och hitta arbete.[1]
- Fas 2: Nästkommande 300 ersättningsdagarna har man möjlighet till deltagande i olika aktiviteter som start av näringsverksamhet, arbetsmarknadsutbildning, arbetspraktik, arbetsträning, utbildningsinsatser med mera[2][1]
- Fas 3 (senare omdöpt till "Sysselsättningsfasen"): Om sökande fortfarande är arbetslös efter totalt 450 ersättningsdagar så erbjuds man att gå med i Jobb- och utvecklingsgarantin fas 3 där man ska erbjudas varaktig samhällsnyttig aktivitet som inte konkurrerar med ordinarie jobb. De företag som anordnar fas 3 aktiviteter får 210[3] SEK per dag i ersättning. De flesta aktiviteter som man har möjlighet till i fas 1 och 2 försvinner, man har dock numera rätt till arbetsmarknadsutbildningar som anses leda till jobb även i fas 3.[4][1] 2,1% lämnar åtgärden varje månad för jobb eller studier, merparten hamnar i arbeten som fortsatt kräver någon typ av stöd från samhället.[5] Den som uppfyller villkoren för a-kassa lämnas aktivitetsstöd med 65% av den dagsförtjänst som låg till grund för den senaste arbetslöshetsersättningen, dock lägst 320 kr per dag. Den som inte uppfyller villkoren för att få a-kassa får ingen ersättning/aktivitetsstöd i fas 3. Aktivitetsstödet betalas ut för fem dagar i veckan för den som är sysselsatt på heltid.

Den 10 juni 2015 fanns ca 36 000 personer i fas 3
Från och med december 2014 övergår JOB fas 1 och 2 i Stöd och matchning.